# 杜普林沼地之战
杜普林沼地之战1332年8月11日发生在苏格兰伯斯，交战双方分别是国王罗伯特·布鲁斯之子、苏格兰国王大卫二世及其支持者，以及苏格兰国王约翰·巴里奥之子爱德华·巴里奥与英格兰盟军。马尔伯爵唐纳德率领约1.5至4万苏格兰兵马发起进攻，巴里奥与巴肯伯爵亨利·博蒙的部下仅1500人马，以英格兰人为主。此役是第二次苏格兰独立战争首场大规模战斗。
1328年英格兰与苏格兰签署《北安普顿条约》结束第一次苏格兰独立战争，承认布鲁斯是苏格兰国王，英格兰普遍对条约不满。英王爱德华三世乐意给北方邻居找麻烦，默默支持将巴里奥推上苏格兰王位的运动。巴里奥率小股部队登陆法夫并向苏格兰首都伯斯进发，厄恩河对岸的苏格兰防守兵力至少是他十倍。巴里奥所部夜间从无人防守的浅滩过河后摆开防御阵形。
苏格兰人早上主动出击导致阵形混乱，他们无法突破英格兰披甲战士防线并困在山谷，后方兵力源源推进，导致前方将士无从机动，甚至无法使用武器。英格兰人用長弓朝苏格兰两侧射击，大量苏格兰人死于窒息或踩踏。苏格兰军队最后溃败，英格兰披甲战士上马追击直到入夜。伯斯随后陷落，苏格兰残军溃逃，巴里奥登上苏格兰王位。1332年结束前大部分苏格兰脱离他的控制，1333年又在爱德华三世公开支持下向他称臣。忠于大卫二世的势力1334年推翻巴里奥，他次年复辟但又在1336年被废。

## 背景
1296年3月，英王爱德华一世（1272至1307年在位）突袭并劫掠苏格兰边境城镇特威德河畔贝里克，打响第一次苏格兰独立战争。经过长达30年的战争，英军在斯坦霍普大败，新加冕的14岁国王爱德华三世差点被俘。摄政法兰西的伊莎贝拉与罗杰·莫蒂默走上谈判桌，1328年与罗伯特·布鲁斯签署《北安普顿条约》，承认罗伯特一世为苏格兰国王。英格兰普遍对条约不满，人称“懦夫的和平”。拒绝宣誓效忠布鲁斯的苏格兰贵族被剥夺权利，他们离开苏格兰加入前苏格兰国王约翰·巴里奥（1292至1296年在位）之子爱德华·巴里奥的势力，后者1296年被英格兰俘虏后退位
罗伯特·布鲁斯1329年驾崩，继承人大卫二世（1329至1371年在位）年仅五岁。1331年，失去地位的苏格兰贵族在巴里奥与第四代巴肯伯爵亨利·博蒙（Henry Beaumont, Earl of Buchan）带领下齐聚約克郡，计划入侵苏格兰。知道上述计划的爱德华三世表面发出禁令，1332年向英格兰北方官员下达指令要求逮捕打算侵略苏格兰的人。但实际情况恰恰相反，爱德华三世乐意给北方邻居找麻烦，他只坚持巴里奥不能从英格兰陆路侵入苏格兰，对1332年7月31日巴里奥所部从约克郡搭船前往视而不见。苏格兰对此严阵以待，大卫二世的摄政莫里伯爵托马斯·伦道夫（Thomas Randolph, Earl of Moray）是军人出身，作战经验丰富，受命担任苏格兰护国主（Guardian of Scotland）。伦道夫对巴里奥与博蒙来袭准备充分，但在敌军抵达十天前去世。

## 序幕

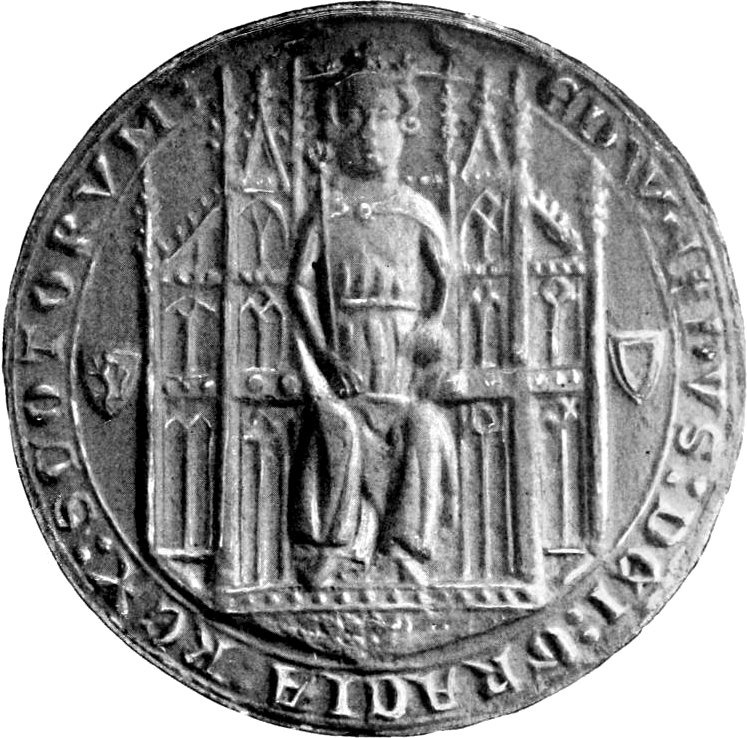
巴里奥之玺

巴里奥仅有千五兵力，披甲战士五百，步兵一千且大多是长弓手，但他预计上岸后会有大批苏格兰人来投。苏格兰推举马尔伯爵唐纳德（Donald, Earl of Mar）继任护国主，马尔伯爵是国王近亲，在征战方面经验丰富。他把苏格兰大军分成两队并亲自统领福斯湾北部兵力，南部交给边疆伯爵帕特里克（Patrick, Earl of March）。巴里奥一直与马尔伯爵保持联系，希望对方带领大批部下投诚，得知福斯湾北部大军由马尔伯爵统领后，他有意在1332年8月6日选择北岸的韦斯特金霍恩（今本泰兰）登陆。
巴里奥所部登陆期间，法夫伯爵邓肯（Duncan, Earl of Fife）、罗伯特·布鲁斯（苏格兰国王罗伯特一世的私生子）率规模远胜的苏格兰大军来袭。英格兰人在海滩遇袭，长弓手和支援步兵在巴里奥与博蒙率披甲战士上岸前就把敌人击退。
当时苏格兰的记载称此役损失微不足道，英格兰文献宣称苏格兰阵亡90人的一份，900人的两份，1000人的四份。其中《布鲁特编年史》（Brut Chronicle）还称，法夫伯爵对败在这麼小的兵力手下“羞愧不已”。巴里奥所部伤亡缺乏记载，马尔伯爵将主力撤到首都伯斯，整合韦斯特金霍恩残部并要求增援。旗开得胜的巴里奥与博蒙所部全部上岸后进军鄧弗姆林，搜寻粮草并劫掠苏格兰军械库后朝伯斯进发。

## 战斗

### 英格兰人逼近
马尔伯爵所部驻守伯斯以南三公里的厄恩河（River Earn）北岸并拆掉桥梁。苏格兰兵力远较对手庞大，当时的各种编年史记有两万、三万，甚至七份文献称四万。历史学家克利福德·罗杰斯（Clifford J. Rogers）推测实际人数略多于1.5万。苏格兰大多几乎全是步兵。英格兰人8月10日抵达厄恩河南岸，处境非常不利：深入敌境、对方兵力超过他们十倍且在河对岸占据有利防御阵地，他们还得知边疆伯爵正率大批苏格兰援军前来。苏格兰人在防守阵地休息，计划次日派部分兵力长线包抄。英格兰人如果强行渡河必然惨败，他们可能一直希望马尔伯爵叛变投诚，但始终没等到。两军当天隔河相望直至入夜。
据同时代文献记载，苏格兰人对胜利充满信心，当晚就开始庆祝，“饮酒、寻欢作乐”至深夜。除截断的桥梁有人看守外，守军没有采取任何措施防范英军。巴里奥所部深知无论等待或撤退都必然惨败，当晚全部从无人守御的浅水处强渡厄恩河。他们在黑暗中前进，约午夜时偶然发现敌军营地并突袭。部分苏格兰军人被杀或俘虏，其他人逃生。英军一度以为打败敌方主力，拂晓时发现两大股苏格兰部队逼近。据编年史记载，军队统帅向士气低落的大军演讲，激起大家的斗志。
英格兰人结阵徒步战斗，40名日耳曼僱傭兵骑士上马。披甲战士紧密排列成的三队，第四队是配备長柄槍的普通步兵。主力部队两侧分配长弓手。巴里奥所部在山谷转为丘陵、地形变窄的位置组成防御阵形，步兵在约180米宽的山谷中心，弓箭手在地势更高、更崎岖的两侧。披甲战士的马留在后方。

### 苏格兰进攻

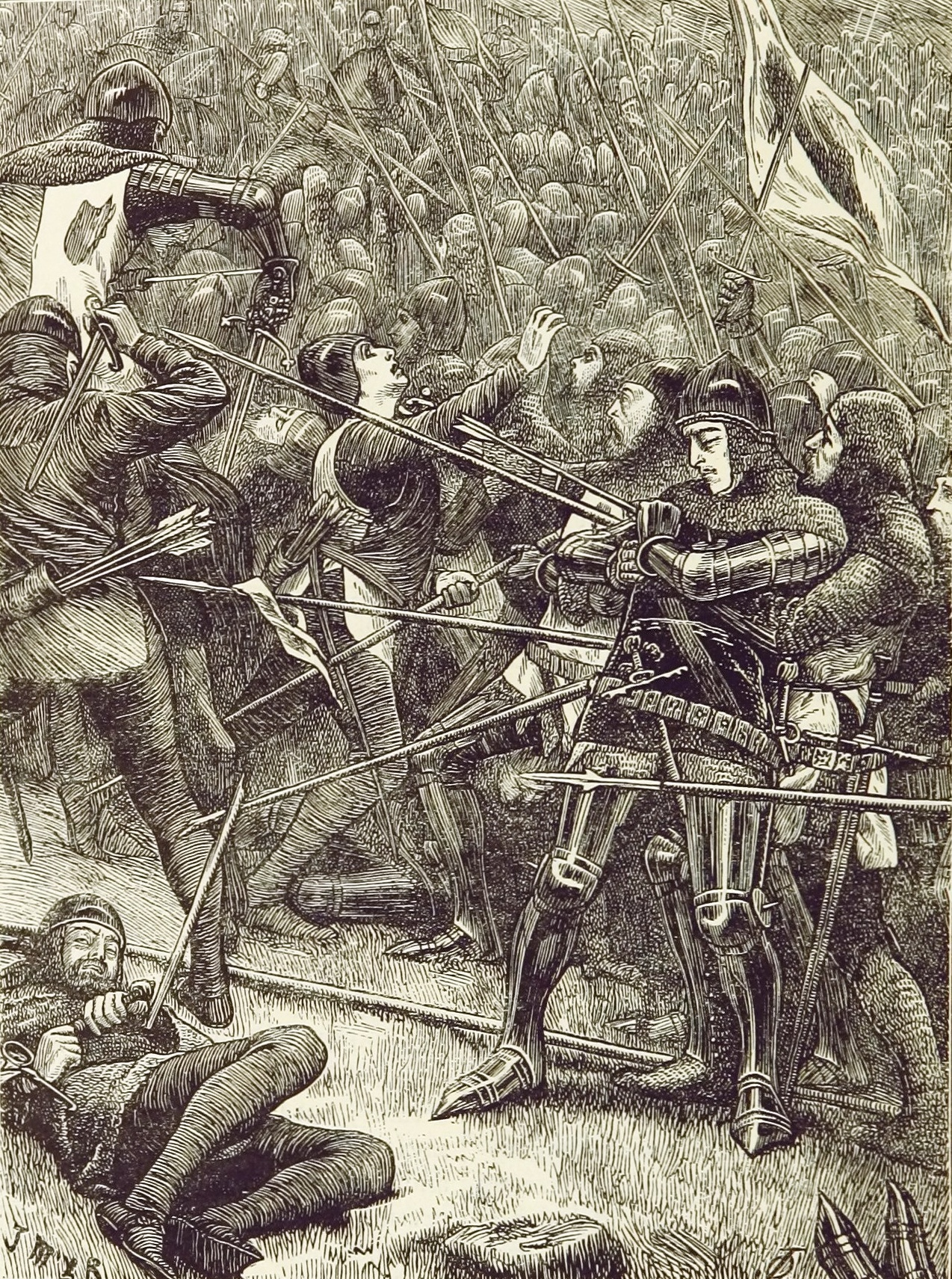
19世纪苏格兰长柄枪圆阵进攻景象图

信心丝毫不减的苏格兰人组成两个大型长柄枪圆阵（Schiltron），大量人员手持长柄枪结成密集阵形。马尔伯爵提议给予英格兰人机会投降，这样回头就能要求大笔赎金。统领前方圆阵的布鲁斯看到英军居然安然渡过厄恩河，而且他至少对马尔伯爵与巴里奥的通信往来知情，于是公开宣称马尔伯爵怀有异心，故意让敌军渡河。马尔伯爵严厉谴责布鲁斯撒谎，自称要率先攻击敌军证明忠心。布鲁斯也宣称要率先攻击，两个大型长柄枪圆阵争先恐后地涌向英军阵地。
原本就是前军的布鲁斯所部率先赶到，但冲锋导致阵形混乱，许多人落在后面。两军交手时布鲁斯身边只有八百人，但冲击力仍令英格兰中军步兵后退近九米。英军侧身对敌，阵形没有打乱，以肉身挡住潮水般涌来的苏格兰人。匆忙进攻的苏格兰人无法利用地形，而且全都以敌方中军的披甲战士为目标，没人攻击山谷两侧的长弓手。冲击英格兰中军导致他们侧翼暴露，方便对方弓箭手反击。布鲁斯所部后方将士源源不断地冲入山谷，双方前军紧紧靠在一起以致都无法动用兵器。
苏格兰人大多没有头盔，有头盔的也没有防护面罩，长柄枪圆阵前方人员纷纷被英军弓箭手“射瞎或射伤面部”。侧翼的苏格兰人朝中间挤得越来越紧，人员身不由己，毫无行动空间。马尔伯爵所部同样因急行军和崎岖地势打乱阵形，他们冲入布鲁斯后方引起混乱。这种局面从拂晓刚过一直持续到午后。中军极其拥挤导致大量苏格兰人窒息，一旦失足跌倒就被活活踩死。同代文献称上千人压根儿没碰到英格兰人就死于窒息。“被自己人挤死的比英格兰人所杀还多……每倒下一人就马上会有第二、第三人跟着倒下，后面的人还在争先恐后地挤进来匆忙应战，全军都在等待屠戮”。
英军拥挤程度和军队规模都不及对手，顶住初期攻势后就能更有效地使用武器。布鲁斯所部的幸存者竭力逃离，导致局面更加混乱，极易沦为英格兰披甲战士的目标。据编年史记载，苏格兰人的尸体层层堆叠，英军步兵需要爬上去才能继续攻击尚未倒下的对手。战斗期间，长弓手一直在朝苏格兰侧翼射击，最终苏格兰人放弃抵抗开始溃逃。许多幸存的苏格兰贵族骑马逃跑，其他人徒步逃离。英格兰披甲战士上马追击直到日落，巴里奥所部随后占领伯斯并改善城防，准备应对边疆伯爵的大军。

### 伤亡

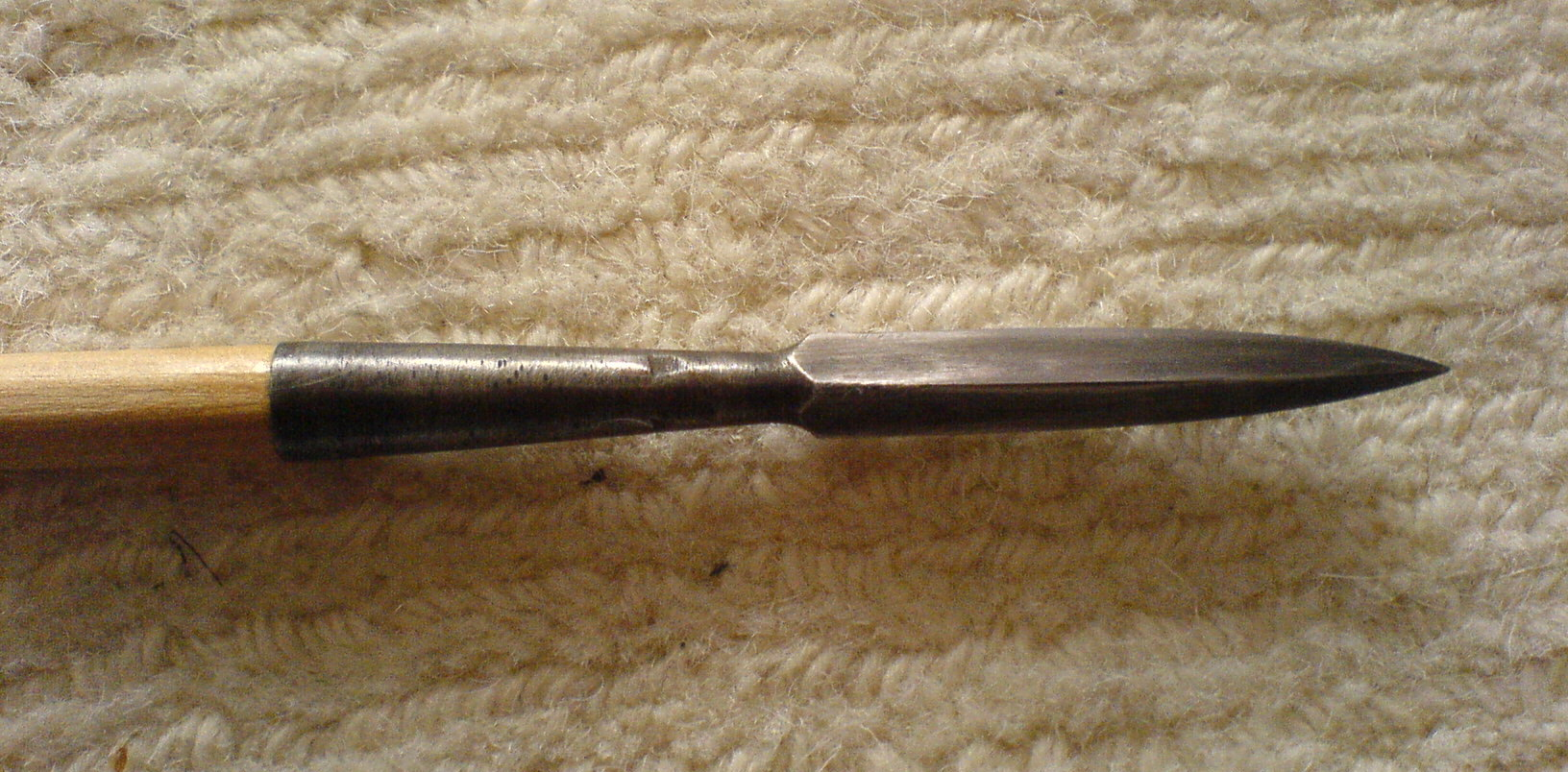
英格蘭長弓射出的锥形箭头足以穿透盔甲，上图为现代复制品

英军阵亡人数有精确记载：两名骑士，33名侍从，共35人，许多文献强调英军弓箭手无一丧生。苏格兰方面伤亡缺乏准确记载，但文献一致认定损失惨重，除马尔伯爵和布鲁斯外，史书有载的阵亡人员还有伯爵两人、男爵14人，骑士160人，其他人更多。同时代的英格兰编年史有两份估计苏格兰阵亡人数超过1.5万，苏格兰文献有两份分别估计两千和三千人阵亡，还有一份声称损失的“贵族”就有三千，其他人员不定。大部分文献称苏格兰人的尸体堆到很高，甚至超过长矛的长度。苏格兰高官只有法夫伯爵幸存，在被俘后投诚。

## 影响
边疆伯爵一周后赶到伯斯城外，一路收编马尔伯爵的残军。巴里奥在战场上堂堂正正地战胜马尔伯爵，如今已占领防御坚固的城池并获取充足粮草，把他运来的船只又击败苏格兰海军，随时可以送来食品和增援。如果边疆伯爵胆敢进攻，用不了多久就会耗尽粮草，包括周边乡村的粮食。
1332年9月24日，巴里奥在斯昆（苏格兰君主加冕传统地）加冕苏格兰王位。巴里奥在两个月内把价值两千英镑的苏格兰资产送给爱德华三世，其中包括“伯立克郡、城镇和城堡”。支持巴里奥的苏格兰人不多，势力不到六个月就土崩瓦解。12月17日，大卫二世的支持者在安南之战（Battle of Annan）伏击巴里奥，他衣衫不整地骑马逃到英格兰，请求爱德华三世支援。英王抛弃中立伪装，承认巴里奥是苏格兰国王并准备开战。1333年7月，英军在哈利顿山之战（Battle of Halidon Hill）大败苏格兰军队，巴里奥恢复王位。1334年他再度被废，次年复辟但1336年又被忠于大卫二世的势力推翻。第二次苏格兰独立战争从巴里奥入侵苏格兰开始，直至1357年结束。现代史学家拉纳德·尼科尔森（Ranald Nicholson）认为，爱德华三华率领英军在哈利顿山和克雷西大胜，战术都和杜普林沼地之战相同：“披甲战士下马，弓箭手置于两侧”。

## 战场
蘇格蘭歷史環境局已找到此役战场位置，与编年史记载相符。战场位于杜普林高原，杜普林海湾东南面，伯斯西南方向八公里。
山谷两侧逐渐变窄，迫使长柄枪圆阵向中间靠拢，苏格兰人越聚越紧，引发致命的挤压，估计是此役大败的主要原因。陡峭的斜坡能为英军防范各方袭击，山谷宽度可以容纳约500名下马的披甲战士。山谷向西端敞开，苏格兰人就从这里开始进攻，没法一眼看出这将是他们的葬身地。
该机构认为，选择此地布防“足以证明英军身经百战、经验丰富，战术非常有效”。2011年3月21日，苏格兰历史环境局把战场加入苏格兰历史战场名录。

## 脚注
1. ↑  Barrow 1965，第99–100頁.
2. ↑  Weir 2006，第314頁.
3. ↑  Sumption 1990，第60頁.
4. ↑  Sumption 1990，第124–126頁.
5. 1 2  DeVries 1998，第116頁.
6. ↑  Nicholson 1974，第124頁.
7. ↑  Rogers 2014，第35頁.
8. 1 2  Sumption 1990，第125頁.
9. ↑  Rogers 2014，第34, 36頁.
10. ↑  DeVries 1998，第116 n. 27頁.
11. ↑  Rogers 2014，第36 n. 53頁.
12. ↑  DeVries 1998，第113–114頁.
13. ↑  Rogers 2014，第36頁.
14. ↑  DeVries 1998，第116 n. 28頁.
15. ↑  DeVries 1998，第117頁.
16. ↑  Rogers 2014，第36–37頁.
17. 1 2 3  Nicholson 1974，第126頁.
18. ↑  Rogers 2014，第38, 39頁.
19. ↑  DeVries 1998，第118 n. 34頁.
20. 1 2  Rogers 2014，第41頁.
21. 1 2  DeVries 1998，第118頁.
22. ↑  Rogers 2014，第38頁.
23. ↑  Rogers 2014，第37–38頁.
24. ↑  Rogers 2014，第38–39頁.
25. 1 2 3  DeVries 1998，第119頁.
26. ↑  Rogers 2014，第39–41頁.
27. ↑  DeVries 1998，第118–119頁.
28. ↑  Rogers 2014，第42頁.
29. ↑  Rogers 2014，第42–44頁.
30. ↑  Rogers 2014，第40, 43頁.
31. ↑  Rogers 2014，第43頁.
32. ↑  Rogers 2014，第43–44頁.
33. ↑  DeVries 1998，第119–120頁.
34. ↑  Rogers 2014，第44–45頁.
35. 1 2 3  Rogers 2014，第45頁.
36. ↑  Sumption 1990，第125–126頁.
37. ↑  Paterson 1996，第104頁.
38. 1 2 3  DeVries 1998，第120頁.
39. ↑  Rogers 2014，第45–46頁.
40. ↑  Rogers 2014，第45, 45 n. 110頁.
41. ↑  Rogers 2014，第46–47頁.
42. ↑  MacInnes 2016，第13頁.
43. ↑  Rogers 2014，第46頁.
44. 1 2  Nicholson 1961，第19頁.
45. ↑  Rodwell 2013，第25頁.
46. ↑  Nicholson 1974，第127頁.
47. ↑  Sumption 1990，第12頁.
48. ↑  Ormrod 1990，第8頁.
49. ↑  Nicholson 1974，第129頁.
50. ↑  Blumberg 2014，第8頁.
51. ↑  MacInnes 2016，第59頁.
52. ↑  Nicholson 1965，第770頁.
53. ↑  Historic Environment Scotland 2012.